# Avia AE2
Avia AE2 – samochód wyścigowy Formuły Easter, skonstruowany przez Avię. Václav Lim zdobył nim mistrzostwo Czechosłowacji oraz Puchar Pokoju i Przyjaźni.

## Historia
Samochód był następcą modelu AE1 i został zbudowany przez Václava Lima we współpracy z Avią. Pierwsze plany AE2 zostały opracowane jesienią 1977 roku. Przy projektowaniu modelu czerpano z zachodnich wzorców. Celem konstruktorów była poprawa aerodynamiki i właściwości jezdnych, jak również dostosowanie projektu do silnika Formuły 3. Samochód był napędzany silnikiem Łady osiągającym moc 90 KM, sprzężonym z czterostopniową przekładnią Wartburga.
Model zadebiutował w 1978 roku. W 1979 roku Lím zdobył nim Puchar Pokoju i Przyjaźni, a rok później mistrzostwo Czechosłowacji. Ogółem model wygrał 34 wyścigi Formuły Easter. Od 1982 roku Lím korzystał również z Avii AE3, a w 1984 roku sprzedał pojazd Adolfowi Fešárkowi. Fešárek używał pojazdu w wyścigach górskich do 1991 roku, zdobywając nim raz mistrzostwo Czechosłowacji, raz mistrzostwo NRD oraz trzy razy mistrzostwo Polski.

## Wyniki
| Legenda oznaczeń w tabelach wyników Wyświetl szablon na nowej stronie | Legenda oznaczeń w tabelach wyników Wyświetl szablon na nowej stronie                                                                     |
| Oznaczenie                                                            | Wyjaśnienie |
| --------------------------------------------------------------------- | --- |
| Złoty                                                                 | Zwycięzca lub mistrzostwo |
| Srebrny                                                               | 2. miejsce lub wicemistrzostwo |
| Brązowy                                                               | 3. miejsce lub II wicemistrzostwo |
| Zielony                                                               | Ukończył, punktował (w klasyfikacji generalnej, gdy zdobył co najmniej jeden punkt na przestrzeni sezonu, poza trzema powyższymi opcjami) |
| Niebieski                                                             | Ukończył, nie punktował (w klasyfikacji generalnej, gdy nie zdobył co najmniej jednego punktu na przestrzeni sezonu)                      |
| Czerwony                                                              | Nie zakwalifikował się (NZ) |
| Czerwony                                                              | Nie prekwalifikował się (NPK) |
| Różowy                                                                | Nie ukończył (NU) |
| Różowy                                                                | Niesklasyfikowany (NS) (w klasyfikacji generalnej, gdy nie został sklasyfikowany w żadnym wyścigu sezonu)                                 |
| Czarny                                                                | Zdyskwalifikowany (DK) |
| Czarny                                                                | Wykluczony (WYK/EX) |
| Biały                                                                 | Nie wystartował (NW) |
| Biały                                                                 | Kontuzjowany (K/INJ) |
| Biały                                                                 | Wyścig odwołany (OD/C) |
| Bez koloru                                                            | Został wycofany (WYC/WD) |
| Bez koloru                                                            | Nie przybył (NP/DNA) |
| Bez koloru                                                            | Nie brał udziału w treningach (NT/DNP) |
| Bez koloru                                                            | Nie został zgłoszony (–) |
| Pogrubienie                                                           | Start z pole position |
| Kursywa                                                               | Najszybsze okrążenie wyścigu |
| †                                                                     | Nie ukończył, ale jego rezultat został zaliczony ze względu na przejechanie więcej niż 90% dystansu wyścigu.                              |
| *                                                                     | Sezon w trakcie |
| 1/2/3                                                                 | Punktowana pozycja w sprincie kwalifikacyjnym                                                                                             |
| Lista systemów punktacji Formuły 1                                    | |

### Puchar Pokoju i Przyjaźni
| Sezon | Silnik   | Kierowcy   | Wyniki w poszczególnych eliminacjach | Wyniki w poszczególnych eliminacjach | Wyniki w poszczególnych eliminacjach | Wyniki w poszczególnych eliminacjach | Wyniki w poszczególnych eliminacjach | Wyniki kierowców | Wyniki kierowców |
| 1979  |          |            |                                      |                                      | Czechosłowacja                       |                                      |                                      | Pkt.             | Msc.             |
| ----- | -------- | ---------- | ------------------------------------ | ------------------------------------ | ------------------------------------ | ------------------------------------ | ------------------------------------ | ---------------- | ---------------- |
| 1979  | Wartburg | Václav Lim | 1                                    | 1                                    | 1                                    | 1                                    | 1                                    | 200              | 1                |
| 1980  |          |            |                                      |                                      | Czechosłowacja                       |                                      |                                      | Pkt.             | Msc.             |
| 1980  | Wartburg | Václav Lim | 1                                    | 6                                    | 1                                    | NU                                   | DK                                   | 139              | 7                |
| 1981  |          |            | Czechosłowacja                       | Polska                               |                                      |                                      |                                      | Pkt.             | Msc.             |
| 1981  | Wartburg | Václav Lim | 1                                    | -                                    | DK                                   | -                                    | -                                    | 60               | 26               |
| 1982  |          |            | Polska                               |                                      |                                      | Czechosłowacja                       |                                      | Pkt.             | Msc.             |
| 1982  | Wartburg | Václav Lim | 2                                    | 10                                   | 7                                    | 4                                    | 3                                    | 168              | 4                |